# Francesco Rossi (egittologo)
Francesco Rossi (Torino, 8 maggio 1827 – Torino, 11 gennaio 1912) è stato un egittologo italiano.

## Biografia
Dal 1870 al 1909 fu professore di Egittologia nell'Università degli Studi di Torino (a lui è dovuto il cambiamento del titolo della cattedra da Antichità Orientali a Egittologia).
Collaborò, dapprima come assistente e successivamente in qualità di vice direttore, con l'archeologo e numismatico Ariodante Fabretti quando quest'ultimo ricopriva il ruolo di direttore del Museo Egizio di Torino (1871-1893). Tra il 1869 e il 1876, insieme all'egittologo olandese Willlem Pleyte (1836–1903), curò la pubblicazione in facsimile di una cospicua serie di papiri ieratici del Museo.
Divenne socio nazionale dell'Accademia delle Scienze di Torino il 10 dicembre 1876.
Entrò a far parte dell'Accademia Nazionale dei Lincei come socio corrispondente nel 1888.

## Opere
- Grammatica copto-geroglifica con un'appendice dei principali segni sillabici e del loro significato illustrati da esempi, Torino, Fratelli Bocca librai di S. M., 1877
- Francesco Rossi, Ariodante Fabretti, Ridolfo Vittorio Lanzone: Regio Museo di Torino: monete consolari e imperiali, Torino, Stamperia Reale della ditta G. B. Paravia e C., 1881
- Francesco Rossi, Ariodante Fabretti, Ridolfo Vittorio Lanzone: Regio Museo di Torino: monete greche, Torino, Stamperia Reale della ditta G. B. Paravia e C., 1883
- Francesco Rossi, Ariodante Fabretti, Ridolfo Vittorio Lanzone: Regio Museo di Torino: antichità egizie (2 v.), Torino, Stamperia Reale della ditta G. B. Paravia e C., 1882-1888
- Il museo egizio di Torino: guida, Torino, 1884
- I papiri copti del Museo egizio di Torino (2 v.), Torino, Loescher : Clausen, 1887-1888
- I monumenti egizi del museo d'antichità di Torino: guida popolare, Torino : Stamperia dell'Unione tipografico-editrice, 1884
- Cinque manoscritti copti della Biblioteca Nazionale di Torino, Carlo Clausen, 1894